# Cornelia Grünes
Cornelia Grünes (* 10. November 1969) ist eine ehemalige deutsche Tennisspielerin.

## Werdegang
Grünes begann im Alter von zwölf Jahren in Ost-Berlin bei der SG Friedrichshagen mit dem Tennissport. Sie spielte zunächst nur drei Monate in dem Verein und trainierte danach nach den von ihrem Vater aufgestellten Übungsplänen. 1983 gewann sie in Dresden ihr erstes Turnier. 1985 und 1986 wurde Grünes Jugendmeisterin der Deutschen Demokratischen Republik sowie 1986 im Erwachsenenbereich auch Deutsche Meisterin der DDR im gemischten Doppel. Aufgrund eines Ausreiseantrags, den ihre Familie im August 1986 stellte, durfte Grünes in der Folge nicht mehr an Meisterschaften teilnehmen, trat aber weiterhin bei Turnieren an.
Ihr erstes Spiel nach der Übersiedlung in die Bundesrepublik Deutschland bestritt sie 1988 in Mainz bei der Ausscheidungsrunde zur Deutschen Meisterschaft. Sie wohnte kurz in Bürstadt in Hessen und dann in West-Berlin. Dort wurde die 1,70 Meter große Linkshänderin Mitglied des Vereins LTTC „Rot-Weiß“. Später trat sie für den Verein Grün-Gold Tempelhof an.
Im Profibereich nahm Grünes zwischen 1989 und 1999 an zahlreichen Turnieren in unterschiedlichen Ländern teil. Ihre höchste Platzierung in der Weltrangliste war im Einzel der 336. Rang (Juli 1992) und im Doppel der 403. Rang (Juni 1996). Im Einzel gewann sie im November 1991 in Santo Domingo sowie im November 1995 in Curaçao ITF-Turniere und erreichte bei ITF-Turnieren im britischen Jersey (September 1994), im japanischen Kugayama (September 1997) sowie im polnischen Toruń (August 1998) jeweils das Endspiel.
Grünes ging in die Vereinigten Staaten und nahm an der Barry University in Florida ein Wirtschaftsstudium auf. Als Hochschultennisspielerin wurde Grünes 2003 eine „All-American“-Auszeichnung zuteil. Während sie ihr Studium an der University at Albany fortsetzte, war Grünes dort als Trainerin tätig und betreute 2005/06 die weibliche Hochschulauswahl. Später wurde Grünes bei einem in Florida ansässigen Unternehmen tätig, das unter anderem Personen aus Sport und Wirtschaft berät.

## Turniersiege

### Einzel
| Nr. | Datum         | Turnier       | Kategorie   | Belag     | Finalgegnerin    | Ergebnis      |
| --- | ------------- | ------------- | ----------- | --------- | ---------------- | ------------- |
| 1.  | November 1991 | Santo Domingo | ITF $10.000 | Sand      | Ninfa Marra      | 6:3, 6:2      |
| 2.  | November 1995 | Curacoa       | ITF $10.000 | Hartplatz | Callie Creighton | 6:4, 4:6, 6:2 |

### Doppel
| Nr. | Datum         | Turnier | Kategorie   | Belag     | Partnerin         | Finalgegnerinnen               | Ergebnis |
| --- | ------------- | ------- | ----------- | --------- | ----------------- | ------------------------------ | -------- |
| 1.  | November 1995 | Curacao | ITF $10.000 | Hartplatz | Jessica Fernández | Giana Gutierrez Nina Nittinger | 6:2, 6:1 |